# Fabrice Muamba
Fabrice Ndala Muamba (Kinshasa, 6 april 1988) is een Engels voormalig voetballer die als centrale middenvelder speelde voor Arsenal, Birmingham City en Bolton Wanderers. Muamba werd geboren in Zaïre (nu Democratische Republiek Congo) en verhuisde op 11-jarige leeftijd naar Engeland. Hij kwam uit voor verscheidene Engelse jeugdelftallen, waaronder Engeland onder 21.
Muamba kwam in 2002 in de jeugdopleiding van Arsenal terecht. Drie jaar later maakte hij zijn profdebuut. Hij debuteerde voor Arsenal in de League Cup en speelde nadien nog één officiële wedstrijd voor de club. Hij werd vervolgens verhuurd aan Birmingham City, waarna hij in 2007 een permanente overstap maakte. Hij speelde uiteindelijk meer dan 70 wedstrijden voor de club alvorens hij in 2008 verkaste naar Bolton Wanderers.
In maart 2012 kreeg Muamba een hartstilstand tijdens een FA Cup-wedstrijd tussen Bolton en Tottenham Hotspur, waarvan hij herstelde ondanks dat zijn hart 78 minuten lang niet functioneerde. Na medisch advies kondigde hij in augustus 2012 zijn pensionering in het profvoetbal aan.

## Beginjaren
Muamba werd geboren in Kinshasa, Zaïre (nu de Democratische Republiek Congo).  Zijn vader vluchtte in 1994 vanwege zijn politieke opvattingen het land uit en kwam in het Verenigd Koninkrijk aan op zoek naar asiel. In 1999 kreeg hij een verblijfsvergunning voor onbepaalde tijd, waarop hij zich bij de rest van het gezin aansloot. Het gezin was woonachtig in Walthamstow, in het oosten van Londen.

## Clubcarrière

### Arsenal
Muamba kwam in 2002 als scholier in de jeugdopleiding van Arsenal terecht en stroomde in 2004 door naar het beloftenelftal. Hij tekende in oktober 2005 zijn eerste professionele contract bij de club en maakte op 25 oktober zijn debuut in het eerste elftal. Dit was in het toernooi om de League Cup tegen Sunderland in het Stadium of Light. Hij maakte zijn tweede en tevens laatste opwachting voor het eerste elftal van Arsenal in de volgende ronde van het toernooi, tegen Reading, waar hij een bijdrage leverde aan de 3-0 overwinning.

### Birmingham City
In augustus 2006 werd Muamba voor de rest van het seizoen verhuurd aan Championship-club Birmingham City. Na een matige start, zorgde zijn energiek speelstijl, welke hem vergelijkingen opleverde met zijn held Patrick Vieira, ervoor dat Muamba een vaste waarde werd centraal op het middenveld. De fans waren eveneens onder de indruk en verkozen hem tot jonge speler van het seizoen.
Op 11 mei 2007 maakte Muamba zijn overstap naar Birmingham City permanent, en ondertekende hij een driejarig contract voor een vergoeding die volgens de club £4.000.000,- bedroeg. Hij scoorde zijn eerste doelpunt voor de club op 12 maart 2008 in een 4-2 nederlaag bij Portsmouth. Hij speelde 37 wedstrijden voor Birmingham City in het seizoen 2007/08, waarin de club degradeerde uit de Premier League.

### Bolton Wanderers

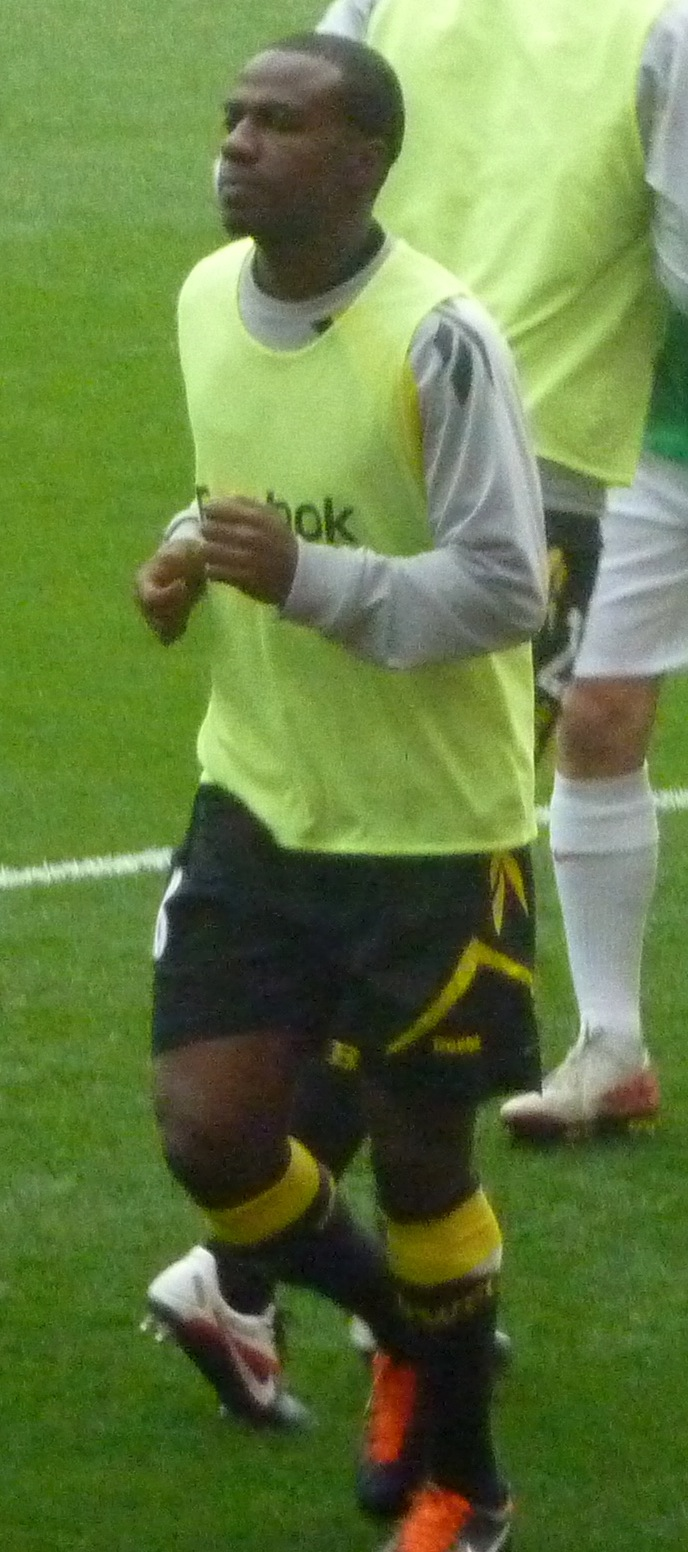
Muamba voor een wedstrijd van Bolton Wanderers in 2011

Muamba tekende op 16 juni 2008 een vierjarig contract bij Premier League-club Bolton Wanderers, dat circa £5.000.000,- voor hem betaalde aan Birmingham City. Dat kreeg daarbij tot £750.000,- in het vooruitzicht aan eventuele bonussen. Hij scoorde zijn eerste doelpunt voor de club in een wedstrijd tegen Wigan Athletic op 13 maart 2010. Na afloop van het seizoen 2009/10 werd hij door lezers van The Bolton News verkozen tot speler van het seizoen. Op 7 augustus 2010 tekende Muamba een verbeterd contract bij Bolton, welke hem tot medio 2014 aan de club bond.
Muamba scoorde op de openingsdag van het seizoen 2011/12 in Bolton's 4-0 uitoverwinning op Queens Park Rangers. Hij scoorde vervolgens zijn eerste doelpunt ooit in de League Cup, tegen zijn oude club Arsenal (2-1 verlies).

### Hartstilstand en pensionering
Muamba kreeg op 17 maart 2012 een hartstilstand en zakte in elkaar tijdens de eerste helft van een kwartfinale in de FA Cup tussen Bolton en Tottenham Hotspur op White Hart Lane. Na lange aandacht op het veld te hebben gekregen van medisch personeel - waaronder een cardioloog  uit het publiek - werd Muamba overgebracht naar de Coronary care unit in het London Chest Hospital. Bolton-trainer Owen Coyle en aanvoerder Kevin Davies vergezelden Muamba in de ambulance. De wedstrijd werd gestaakt door scheidsrechter Howard Webb en de volgende wedstrijd van Bolton tegen Aston Villa, die drie dagen later zou worden gespeeld, werd uitgesteld op verzoek van de club. Aston Villa ging hiermee akkoord.

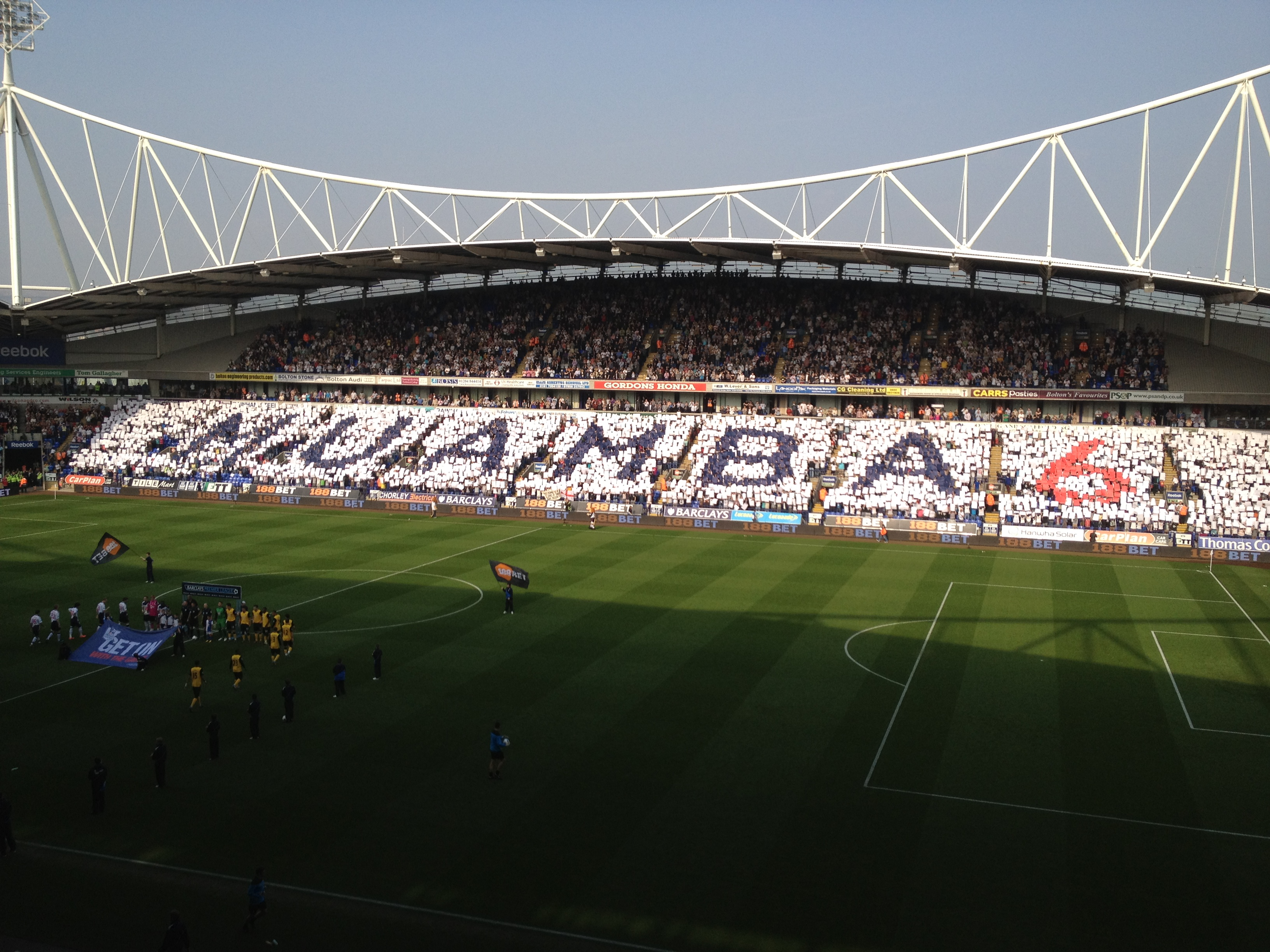
Steunbetuiging Bolton-supporters in de eerste wedstrijd na het incident, tegen Blackburn Rovers op 24 maart 2012

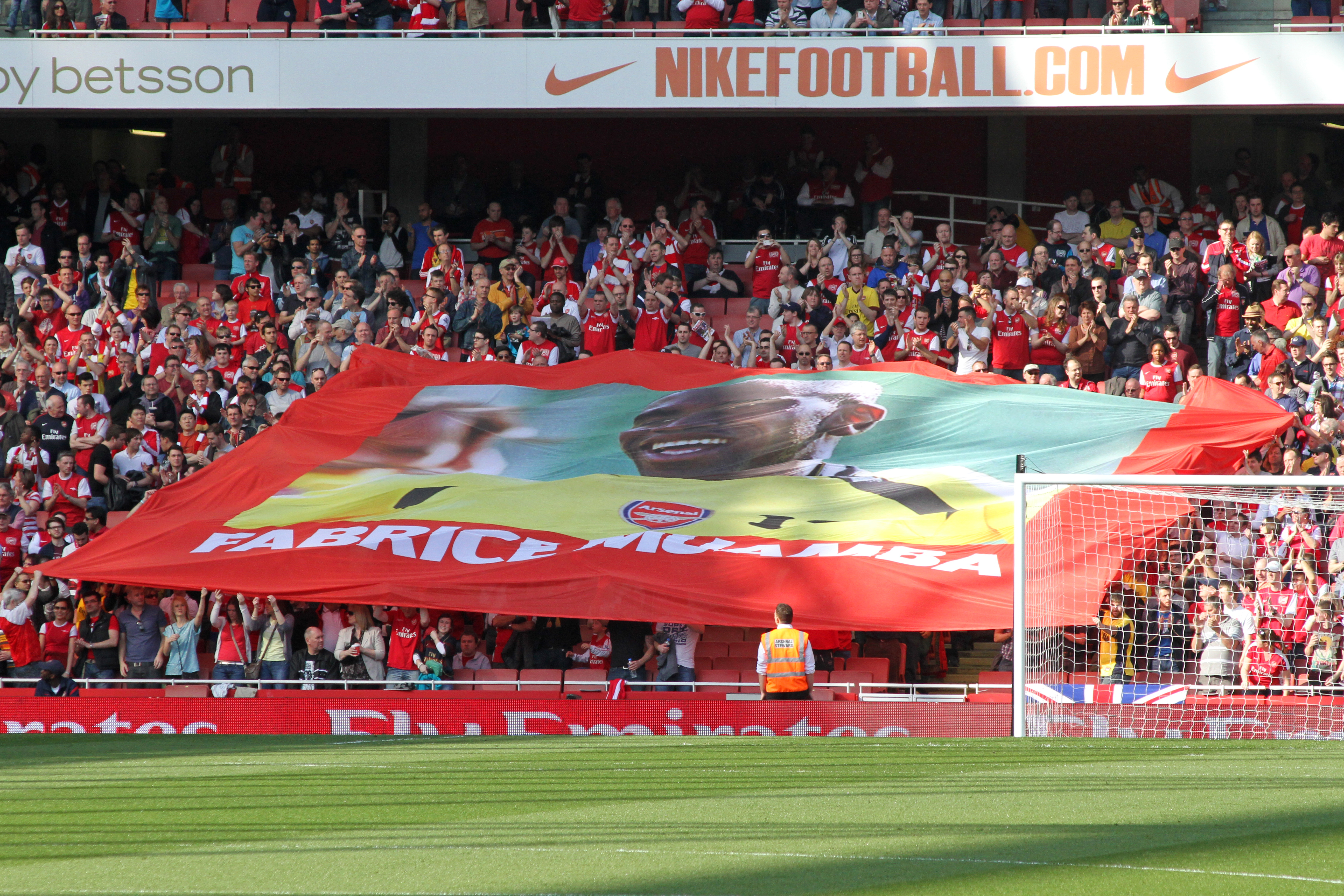
Een steunbetuiging van Arsenal-supporters kort na zijn hartstilstand.

De clubarts van Bolton bevestigde later dat Muamba verschillende defibrillatorschokken had ontvangen, zowel op het veld als in de ambulance, en dat zijn hart 78 minuten lang was gestopt. De speler werd aanvankelijk onder narcose gehouden op de intensive care. Op 19 maart functioneerde zijn hart zonder medische hulp en kon hij zijn ledematen bewegen. Later die dag werd zijn toestand omschreven als "serieus" in plaats van "kritiek" en was hij in staat om familieleden te herkennen en adequaat te reageren op vragen. Op 21 maart stelde zijn consultant dat de vooruitgang van Muamba "onze verwachtingen heeft overtroffen" en dat, hoewel hij geconfronteerd zal worden met een "langdurige herstelperiode", "normaal leven binnen het spectrum van mogelijkheden ligt".
Twee weken na het incident verscheen een foto op social media van Muamba glimlachend op zijn ziekenhuisbed. Hij verliet het ziekenhuis op 16 april, nadat er een inwendige defibrillator bij hem geplaatst was. Muamba woonde op 2 mei een thuiswedstrijd bij van Bolton tegen Tottenham Hotspur, waar hij zijn dankbaarheid uitte voor de steun die hij had gekregen.
Op 15 augustus 2012 kondigde Bolton via de clubwebsite aan dat Muamba was gestopt met betaald voetbal, op aanraden van zijn medische team. Muamba zei:
Sinds mijn hartaanval en ontslag uit het ziekenhuis, ben ik volkomen positief gebleven met de overtuiging dat ik op een dag mijn voetbalcarrière zou hervatten en opnieuw voor Bolton Wanderers kon spelen. Als onderdeel van mijn aanhoudende herstel reisde ik vorige week naar België om verder medisch advies in te winnen bij een vooraanstaand cardioloog. Maar het nieuws dat ik ontving was duidelijk niet wat ik had gehoopt en het betekent dat ik nu mijn pensionering aankondig van het profvoetbal. Voetbal is mijn leven sinds ik een tiener was en het heeft me zoveel kansen gegeven. Boven alles, hou ik van het spel en reken ik mezelf heel gelukkig dat ik op het hoogste niveau heb kunnen spelen. Hoewel het nieuws verwoestend is, heb ik veel om dankbaar voor te zijn. Ik dank God dat ik leef en ik bedank nogmaals de leden van het medische team die me hebben gered. Ik wil ook iedereen bedanken die mij gedurende mijn hele carrière heeft gesteund, en de Bolton-fans die geweldig zijn geweest. Ik ben gezegend dat ik op dit moment de steun van mijn familie en vrienden heb.— Fabrice Muamba
Op donderdag 8 november 2012 keerde Muamba voor het eerst sinds zijn hartstilstand terug naar White Hart Lane en ontving hij een staande ovatie van het aanwezige publiek.

## Carrièrestatistieken
| Club                   | Seizoen         | Competitie      | Competitie | Competitie | FA Cup | FA Cup | League Cup | League Cup | Overig | Overig | Totaal | Totaal |
| Club                   | Seizoen         | Competitie      | Wed.       | Dlp.       | Wed.   | Dlp.   | Wed.       | Dlp.       | Wed.   | Dlp.   | Wed.   | Dlp.   |
| ---------------------- | --------------- | --------------- | ---------- | ---------- | ------ | ------ | ---------- | ---------- | ------ | ------ | ------ | ------ |
| Arsenal                | 2005/06         | Premier League  | 0          | 0          | 0      | 0      | 2          | 0          | 0      | 0      | 2      | 0      |
| Birmingham City (huur) | 2006/07         | Championship    | 34         | 0          | 3      | 0      | 4          | 0          | —      | —      | 41     | 0      |
| Birmingham City        | 2007/08         | Premier League  | 37         | 2          | 1      | 0      | 0          | 0          | —      | —      | 38     | 2      |
| Birmingham City        | Totaal          | Totaal          | 71         | 2          | 4      | 0      | 4          | 0          | —      | —      | 79     | 2      |
| Bolton Wanderers       | 2008/09         | Premier League  | 38         | 0          | 1      | 0      | 1          | 0          | —      | —      | 40     | 0      |
| Bolton Wanderers       | 2009/10         | Premier League  | 36         | 1          | 4      | 0      | 3          | 0          | —      | —      | 43     | 1      |
| Bolton Wanderers       | 2010/11         | Premier League  | 36         | 1          | 5      | 0      | 0          | 0          | —      | —      | 41     | 1      |
| Bolton Wanderers       | 2011/12         | Premier League  | 20         | 1          | 2      | 0      | 2          | 1          | —      | —      | 24     | 2      |
| Bolton Wanderers       | Totaal          | Totaal          | 130        | 3          | 12     | 0      | 6          | 1          | —      | —      | 148    | 4      |
| Carrière totaal        | Carrière totaal | Carrière totaal | 201        | 5          | 16     | 0      | 12         | 1          | —      | —      | 229    | 6      |

## Interlandcarrière
Als geneutraliseerd Brits staatsburger kwam Muamba in aanmerking om uit te komen voor een van de landen binnen het Verenigd Koninkrijk waar hij drie jaar voltijds onderwijs heeft gevolgd vóór zijn achttiende of waar hij vijf jaar heeft gewoond. In het geval van Muamba was dit Engeland. Hij kwam uit voor verscheidene Engelse vertegenwoordigende jeugdelftallen en was aanvoerder van Engeland onder 19. Hij speelde van 2007 tot 2011 maarliefst 33 wedstrijden voor Jong Engeland. Tot een debuut in het Engels voetbalelftal kwam het echter nooit.
Muamba werd in mei 2007 opgeroepen voor de nationale ploeg van Congo-Kinshasa, maar weigerde dit om in aanmerking te blijven komen voor Engeland.